# Oneirodes myrionemus
Oneirodes myrionemus är en fiskart som beskrevs av Pietsch, 1974. Oneirodes myrionemus ingår i släktet Oneirodes och familjen Oneirodidae. Inga underarter finns listade i Catalogue of Life.